# 2036 Sheragul
A 2036 Sheragul (ideiglenes jelöléssel 1973 SY2) a Naprendszer kisbolygóövében található aszteroida. Nyikolaj Sztyepanovics Csernih fedezte fel 1973. szeptember 22-én.